# Nájera
Nájera je obec v autonomním společenství La Rioja ve Španělsku. Nachází se na Svatojakubské cestě na řece Najerilla. V roce 2017 měla 8088 obyvatel.

## Historie
V blízkosti současného města se nacházela římská osada Tritium. Později se město dostalo pod muslimskou nadvládu. Současný název je arabského původu (Naxara znamená „město mezi skalami“). Jeden z břehů řeky Najerilla lemují vysoké pískovcové[zdroj?] skály, mezi nimiž byl střed města postupně vybudován.
Nájera se proslavila díky bitvě mezi Rolandem a islámským válečníkem Ferragutem. V roce 923 jej dobyl Ordoño II. z Leónu. Nájera potom byla na nějakou dobu hlavním městem Navarrského království až do doby, kdy ji dobyla Kastilie v roce 1054 po bitvě u Atapuercy. I přesto odsud však muslimové nebyli po dobytí křesťanským státem vyhnáni. Od desátého století zde také žila početná židovská komunita.

## Významní rodáci
- García Sánchez III z Navarry (1012-1054)
- Félix Morga (1891-1936), anarchosyndikalistický bojovník
- Urraca López de Haro (1160-1230), leónská královna
- Diego López de Haro
- Esteban Manuel de Villegas (1589-1669), básník a humanista
- Pedro González de Salcedo, právník
- Ángel Hidalgo Ibáñez (1902-1984).